# ایر اینویت
ایر اینویت (به انگلیسی: Air Inuit) یک شرکت هواپیمایی با کد یاتا 3H است که در تاریخ ۱۹۷۸ میلادی تأسیس شده است. دفتر مرکزی ایر اینویت در دوروال، اکانادا واقع شده‌است و به ۲۲ مقصد، پرواز مستقیم انجام می‌دهد.